# Bathydomus
Bathydomus là một chi ốc biển, là động vật thân mềm chân bụng sống ở biển trong họ Buccinidae.

## Các loài
Các loài trong chi Bathydomus gồm có:
- Bathydomus obtectus Thiele, 1912[2]